# Mládzovo
Mládzovo (em húngaro: Nemesfalva; alemão: Königsthal) é um município da Eslováquia, situado no distrito de Poltár, na região de Banská Bystrica. Tem 7,98 km² de área e sua população em 2018 foi estimada em 97 habitantes.

## Demografia
| Ano:        | 1994 | 2004    | 2014 | 2024    |
| ----------- | ---- | ------- | ---- | ------- |
| Broj ljudi: | 118  | 104     | 104  | 122     |
| Razlika:    |      | -11,86% | +0%  | +17,30% |

| Ano:               | 2023 | 2024    |
| ------------------ | ---- | ------- |
| Número de pessoas: | 110  | 122     |
| Diferença:         |      | +10,90% |